# توروكيون
التوروكيون كانوا شعبًا عاش في العصر البرونزي والحديدي في جبال زاغروس. وقد أُعيدَت صياغة اسمهم الأصلي أحيانًا إلى توكري.

## تاريخ

### البرونز الأوسط
اعتبرت مملكتا آشور وإشنونة تركوم تهديدًا مستمرًا، في عهد شمشي أداد الأول (1813-1782 قبل الميلاد) وابنه وخليفته إشمي داغان (1781-1750 قبل الميلاد). كان التروكايون متحالفين مع أرض آحازوم، وتجمعوا في بلدة إكّاللوم لمواجهة جيش إشمي داغان، كما كتب شمشي أداد في رسالة إلى ابنه الآخر ياسماح أداد. دمّر إشمي داغان الجيش، قائلاً: "لم ينجُ رجل واحد". ويبدو أن تركوم كانت تتكون من مجموعة من القبائل ذات السكان المختلطين، ومعظمهم ناطقون بالحورية ولكن أيضًا ساميون بشكل كبير.
يقال إن التوروكويين نهبوا مدينة ماردامان، على ما يبدو تحت الحكم الحوري، حوالي عام 1769/1768 قبل الميلاد. تم الاحتفال بهزيمة بابل لتوروكو في السنة السابعة والثلاثين من حكم حمورابي (حوالي 1773 قبل الميلاد).
ومن الإشارات المبكرة المهمة إليهم نقش كتبه الملك البابلي حمورابي (حوالي 1792–1750 ق.م).

### العصر الحديدي
بحلول أوائل الألفية الأولى قبل الميلاد، استُخدمت أسماء مثل "توروكوم" و "توروكو" و "تي-رو-كي-ي" للإشارة إلى المنطقة نفسها في السجلات الآشورية والبابلية. وبمعنى أوسع، استُخدمت أسماء مثل "توروكايان" بمعنى عام لتعني "سكان الجبال" أو "سكان المرتفعات"، ومثل "غوتيان"، لم تعد تشير إلى أي جماعة عرقية محددة.

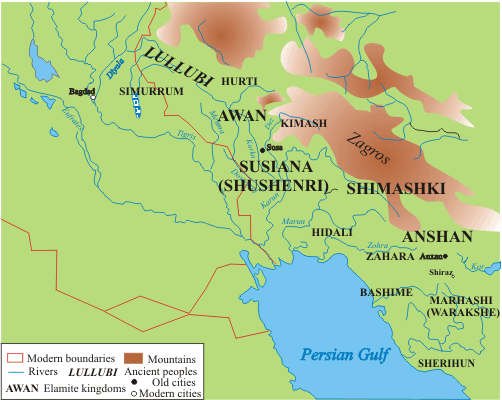
خريطة لبلاد ما بين النهرين وجنوب غرب إيران خلال الألفية الثانية قبل الميلاد. يُعتقد عمومًا أن التوكري كانوا يقعون شمال لولوبي مباشرةً (أعلى منتصف الخريطة) خلال تلك الفترة.

يُقال إن توكرو أو توركوم امتدت على الحدود الشمالية الشرقية لبلاد ما بين النهرين وجزءًا مُجاورًا من جبال زاغروس. وارتبطت تحديدًا بحوض بحيرة أرومية ووديان شمال شرق زاغروس. ولذلك، كانت تقع شمال لولوبي القديمة، ويشير نصٌّ واحد على الأقل من العصر الآشوري الحديث (من القرن العاشر إلى القرن السابع قبل الميلاد) إلى المنطقة بأكملها وشعوبها باسم "لولوبي-توروكي" (رقم ضريبة القيمة المضافة 8006).

## الحوريون
فيما يتعلق بالخصائص الثقافية واللغوية، لا يُعرف الكثير عن التوكري. يصفهم معاصروهم بأنهم قبيلة جبلية شبه بدوية، كانوا يرتدون جلود الحيوانات. يعتقد بعض العلماء أنهم ربما كانوا يتحدثون اللغة الحورية أو خاضعين لنخبة حورية. وفقًا لـ Horst Klengel: " من الواضح أن شعب توروكا ينتمي إلى تلك المجموعات المتأخرة من الأمم حيث تدهورت الظروف الاجتماعية البدائية بالفعل وكان زعماء القبائل يمارسون وظيفة دائمة بسبب الاتصال الوثيق، الذي تم إنشاؤه جزئيًا من خلال الضغط الاقتصادي، مع السكان المنظمين من قبل الدولة الذين يمارسون الزراعة المعتمدة على الأمطار في سهل رانيا وسفوح جبال زاجروس."
كان التوروكيون مرتبطين ارتباطًا وثيقًا باللولوبي، وهاجموا مدينة مادرامان الحورية.